# Jaume Sarroca
Jaume Sarroca (o Jaume sa Roca) (?,? - Poblet, Conca de Barberà, 1289), prelat, Bisbe d'Osca.
És el germà de Pere Sarroca (anomenat Pere del Rei). Potser fill natural del rei Jaume I d'Aragó i d'Elvira Sarroca.
Es crià a la cort reial. El 1260 fou rector d'Albalat i el 1267 canonge sagristà de Lleida. El 1269 participà amb galera pròpia a l'estol reial en Croada de Jaume I. El 1273 fou consagrat Bisbe d'Osca, deixant la sagristia de Lleida al seu germà Pere Sarroca.
El 1274 fou un dels signataris del codicil del testament reial de Jaume I d'Aragó, acompanyant-lo des de Xàtiva fins a València. El nou rei Pere III d'Aragó "el Gran" l'acusà de retenir objectes del difunt Jaume I i li confiscà els béns. També s'enemistà amb Pero Martinez d'Artesona, el Justícia d'Aragó, que l'arribà a excomunicar. El 1285, durant la Croada contra la Corona d'Aragó, retornà al servei del rei Pere III d'Aragó "el Gran", restant amb ell fins a la seva mort. El 1286 coronà a Saragossa el nou rei Alfons III d'Aragó "el Benigne". En Jaume Sarroca fou enterrat al Reial Monestir de Santa Maria de Poblet, en un sepulcre d'alabastre.

## Obra
Alguns estudis l'assenyalen com a redactor del Llibre dels fets.